# Sillegny
Sillegny é uma comuna francesa na região administrativa de Grande Leste, no departamento de Mosela. Estende-se por uma área de 10,46 km². Em 2010 a comuna tinha 499 habitantes (densidade: 47,7 hab./km²).